# Perturbações de Anahuac
As Perturbações de Anahuac foram levantes de colonos dentro e próximos da cidade de Anahuac, Texas em 1832 e 1835, que ajudaram a precipitar a Revolução do Texas. Isto eventualmente levou à secessão do território do México e a fundação da República do Texas.